# Erythemis vesiculosa
Erythemis vesiculosa är en trollsländeart som först beskrevs av Fabricius 1775.  Erythemis vesiculosa ingår i släktet Erythemis och familjen segeltrollsländor. IUCN kategoriserar arten globalt som livskraftig. Inga underarter finns listade i Catalogue of Life.

## Bildgalleri

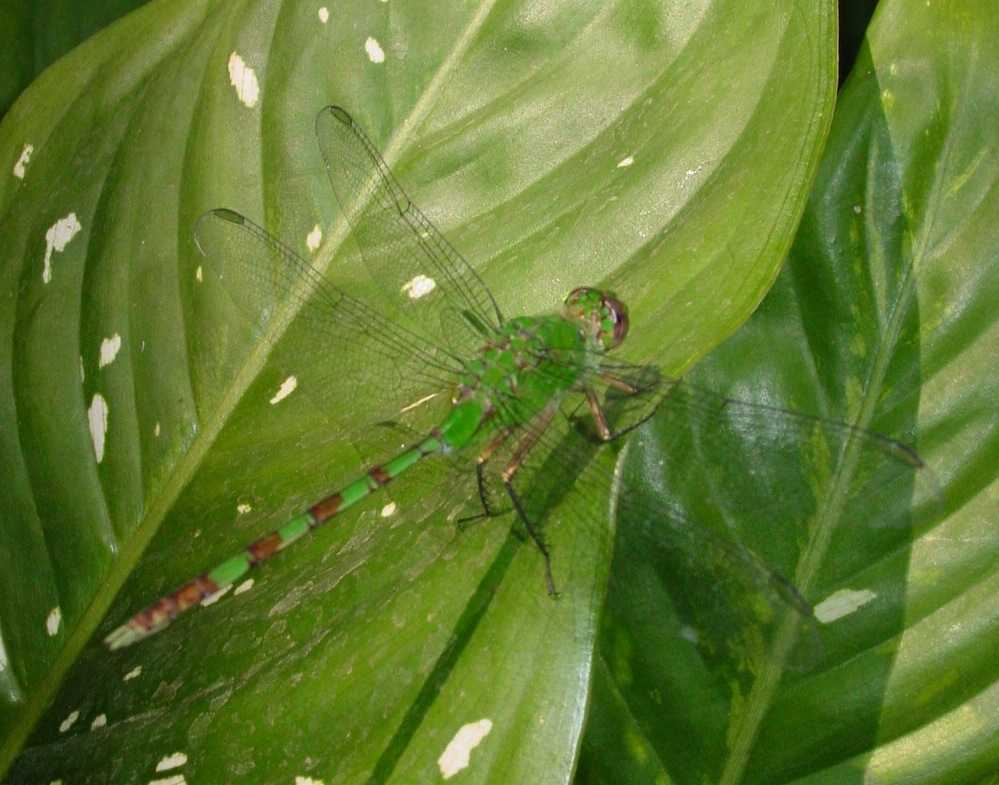
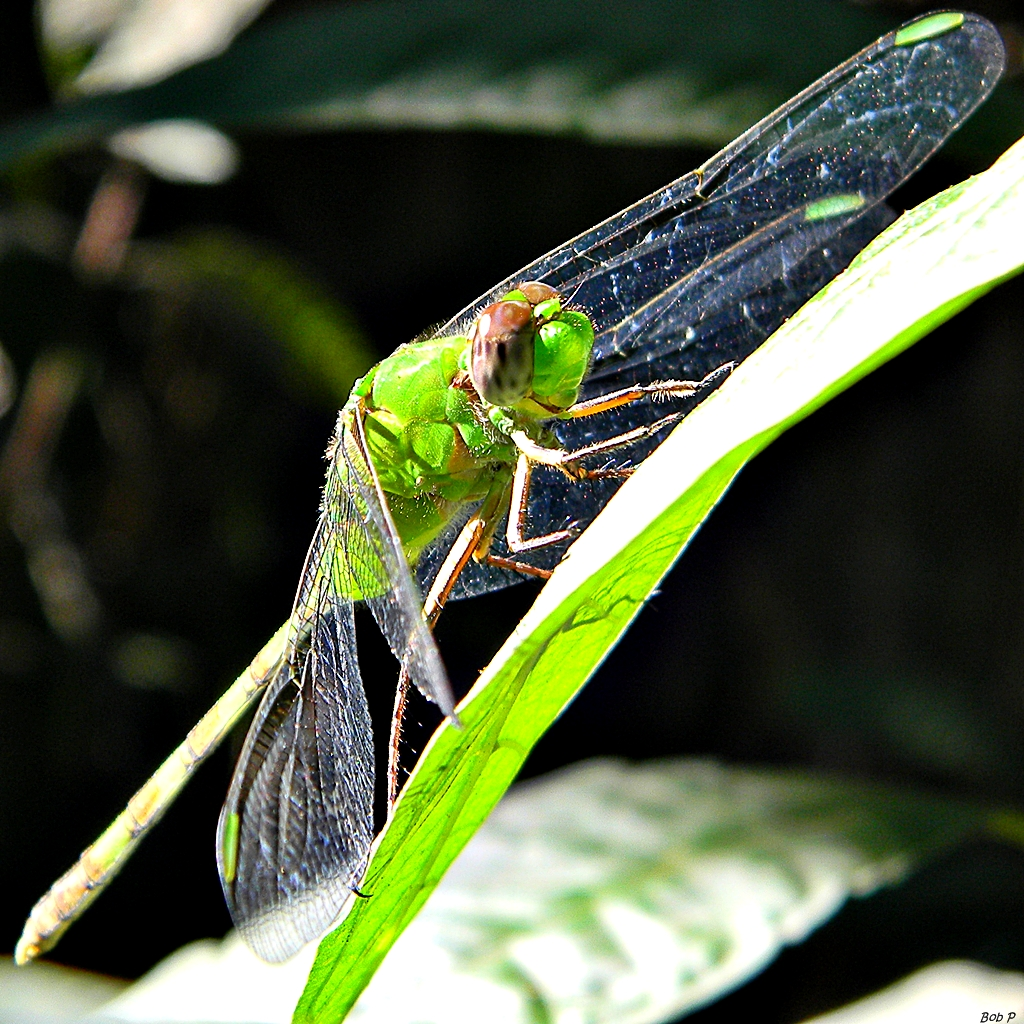